# Ałła Dawydowa
Ałła Wasiljewna Dawydowa z domu Fiodorowa (ros. Алла Васильевна Давыдова (Фёдорова); ur. 21 maja 1966 we Frunze) – rosyjska lekkoatletka, specjalizująca się w rzucie młotem. Jej rekord życiowy to 69,17 m, osiągnięty 24 maja 2003 roku w Walencji.

## Osiągnięcia
| Rok  | Impreza              | Miejsce   | Lokata      | Wynik |
| ---- | -------------------- | --------- | ----------- | ----- |
| 1998 | Mistrzostwa Europy   | Budapeszt | 8. miejsce  | 62,36 |
| 2000 | Igrzyska olimpijskie | Sydney    | 18. miejsce | 60,68 |
| 2002 | Mistrzostwa Europy   | Monachium | 9. miejsce  | 65,92 |
| 2003 | Mistrzostwa świata   | Paryż     | 31. miejsce | 61,43 |